# Eois griseicosta
Eois griseicosta là một loài bướm đêm trong họ Geometridae.